# Saint-Just-Chaleyssin
Saint-Just-Chaleyssin és un municipi francès situat al departament de la Isèra i a la regió d'Alvèrnia-Roine-Alps. L'any 2007 tenia 2.426 habitants.

## Demografia

### Població
El 2007 la població de fet de Saint-Just-Chaleyssin era de 2.426 persones. Hi havia 871 famílies de les quals 150 eren unipersonals (71 homes vivint sols i 79 dones vivint soles), 297 parelles sense fills, 384 parelles amb fills i 40 famílies monoparentals amb fills.
La població ha evolucionat segons el següent gràfic:
Habitants censats

### Habitatges
El 2007 hi havia 941 habitatges, 878 eren l'habitatge principal de la família, 19 eren segones residències i 44 estaven desocupats. 857 eren cases i 78 eren apartaments. Dels 878 habitatges principals, 715 estaven ocupats pels seus propietaris, 149 estaven llogats i ocupats pels llogaters i 15 estaven cedits a títol gratuït; 2 tenien una cambra, 31 en tenien dues, 79 en tenien tres, 254 en tenien quatre i 512 en tenien cinc o més. 802 habitatges disposaven pel capbaix d'una plaça de pàrquing. A 275 habitatges hi havia un automòbil i a 555 n'hi havia dos o més.

### Piràmide de població
La piràmide de població per edats i sexe el 2009 era:
| Homes | Edats   | Dones |
| ----- | ------- | ----- |
| 0     | 95 o +  | 0     |
| 0     | 90 a 94 | 0     |
| 4     | 85 a 89 | 12    |
| 8     | 80 a 84 | 4     |
| 20    | 75 a 79 | 8     |
| 32    | 70 a 74 | 20    |
| 36    | 65 a 69 | 32    |
| 76    | 60 a 64 | 44    |
| 88    | 55 a 59 | 68    |
| 84    | 50 a 54 | 120   |
| 64    | 45 a 49 | 84    |
| 80    | 40 a 44 | 76    |
| 120   | 35 a 39 | 72    |
| 76    | 30 a 34 | 120   |
| 68    | 25 a 29 | 76    |
| 72    | 20 a 24 | 40    |
| 44    | 15 a 19 | 64    |
| 96    | 10 a 14 | 68    |
| 116   | 5 a 9   | 88    |
| 72    | 0 a 4   | 100   |

## Economia
El 2007 la població en edat de treballar era de 1.574 persones, 1.151 eren actives i 423 eren inactives. De les 1.151 persones actives 1.108 estaven ocupades (566 homes i 542 dones) i 44 estaven aturades (16 homes i 28 dones). De les 423 persones inactives 162 estaven jubilades, 152 estaven estudiant i 109 estaven classificades com a «altres inactius».

### Ingressos
El 2009 a Saint-Just-Chaleyssin hi havia 875 unitats fiscals que integraven 2.440 persones, la mediana anual d'ingressos fiscals per persona era de 22.020 €.

### Activitats econòmiques
Dels 116 establiments que hi havia el 2007, 1 era d'una empresa extractiva, 3 d'empreses alimentàries, 2 d'empreses de fabricació de material elèctric, 6 d'empreses de fabricació d'altres productes industrials, 21 d'empreses de construcció, 25 d'empreses de comerç i reparació d'automòbils, 8 d'empreses de transport, 5 d'empreses d'hostatgeria i restauració, 3 d'empreses financeres, 6 d'empreses immobiliàries, 17 d'empreses de serveis, 12 d'entitats de l'administració pública i 7 d'empreses classificades com a «altres activitats de serveis».
Dels 29 establiments de servei als particulars que hi havia el 2009, 1 era una oficina bancària, 4 tallers de reparació d'automòbils i de material agrícola, 1 autoescola, 1 paleta, 2 guixaires pintors, 3 fusteries, 3 lampisteries, 4 electricistes, 1 empresa de construcció, 3 perruqueries, 1 veterinari, 1 restaurant, 1 agència immobiliària i 3 salons de bellesa.
Dels 5 establiments comercials que hi havia el 2009, 1 era una botiga de menys de 120 m², 1 una fleca, 1 una botiga d'equipament de la llar, 1 un drogueria i 1 una floristeria.
L'any 2000 a Saint-Just-Chaleyssin hi havia 38 explotacions agrícoles que ocupaven un total de 516 hectàrees.

## Equipaments sanitaris i escolars
L'únic equipament sanitari que hi havia el 2009 era una farmàcia.
El 2009 hi havia una escola elemental.

## Poblacions més properes
El següent diagrama mostra les poblacions més properes.